# Каррагер, Джейми
Джеймс (Дже́йми) Ли Данкан Ка́ррагер (англ. James (Jamie) Lee Duncan Carragher; род. 28 января 1978[…], Бутл, Мерсисайд) — английский футболист, защитник. Всю карьеру провёл в «Ливерпуле», десять лет был вице-капитаном команды. Второй после Иана Каллагана по наибольшему количеству матчей за клуб. 2 августа 2012 года в матче 3-го квалификационного раунда Лиги Европы против белорусского «Гомеля» провёл 700-ю игру за «Ливерпуль». Также обладает рекордом по количеству матчей за клуб в еврокубках — 150 игр. 7 февраля 2013 года объявил о завершении карьеры по окончании сезона 2012/13. 19 мая 2013 года провёл последний матч.
Начал карьеру в академии «Ливерпуля». Дебютировал за первую команду в сезоне 1996/97, став регулярно появляться в основном составе в следующем сезоне. Выиграл первый кубок в 2001 году, когда команда сделала требл, взяв Кубок Англии, Кубок Лиги и Кубок УЕФА. Первоначально играл как левый защитник, Рафаэль Бенитес возглавив в 2004 году команду, перевёл Каррагера на позицию центрального защитника и в том сезоне он выиграл Лигу чемпионов УЕФА. В следующем сезоне выиграл Кубок Англии и вошёл в символическую сборную года. Каррагер установил рекорд по количеству игр в еврокубках за «Ливерпуль» в 2007 году.
На уровне сборных установил рекорд по количеству игр, проведённых за молодёжную команду до 21 года. За первую команду дебютировал в 1999 году. Выступал на Евро-2004 и чемпионате мира 2006, но не смог стать игроком основного состава в сборной Англии. В 2007 году объявил о уходе из национальной сборной, сыграв за неё 34 матча. В 2008 году выпустил автобиографию «Карра». Позже вернулся в сборную, попав в заявку на чемпионат мира 2010.

## Биография

### Клубная карьера

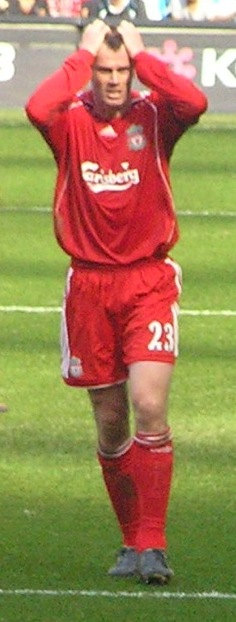
Каррагер в игре с «Манчестер Сити».

Родился в Бутле, Мерсисайд, Каррагер в молодости обучался в школе мастерства Футбольной Ассоциации в Лиллесхоле, закрытой летом 1999 года. Несмотря на то, что в детстве он болел за «Эвертон», он решил играть за их злейшего врага «Ливерпуль» и в 1996 году выиграл молодёжный кубок Англии вместе со своим другом Майклом Оуэном. Он подписал первый профессиональный контракт в октябре 1996 года, а затем через три месяца дебютировал в первой команде под руководством Роя Эванса в ответном матче полуфинала Кубка Лиги против «Мидлсбро», заменив Роба Джонса. После дебютировал в Премьершипе, снова выйдя на замену в игре против «Вест Хэма». Следующая игра была против «Астон Виллы», Каррагер начал её в стартовом составе, в этом матче он забил первый гол за команду (перед трибуной Коп). «Красные» победили 3:0 временно возглавив таблицу, но «Ливерпуль» закончил сезон лишь на четвёртом месте. В сезоне 1997/98 Каррагер стал основным игроком первой команды, сыграв 20 игр в Премьер-Лиге. В следующем сезоне он закрепился как игрок основы, пропустив всего четыре игры за весь сезон. Из-за чего Кевин Киган вызвал его в молодёжную сборную. Кроме того, он зарекомендовал себя как один из лучших игроков «Ливерпуля».
На протяжении первых лет выступлений за клуб, его использовали в качестве центрального, левого, правого защитника и опорного полузащитника, в команде которая была названа «Спайс Бойз». Каррагер ещё в молодости заслужил отрицательную репутацию в СМИ, но новый тренер Жерар Улье учил его избегать чрезмерного внимания СМИ и концентрироваться только на футболе, ведя жёсткую дисциплину. Универсальность Каррагера означала для него то, что он будет использоваться там, где была необходимость занимать проблемные позиции, из-за чего он временно потерял место в стартовом составе. В сезоне 1999/00 он играл в основном на позиции правого защитника, и в этом же сезоне Джейми испытал один из самых драматичных моментов в свой карьере на «Энфилде», когда забил два автогола, а «Ливерпуль» в итоге проиграл домашней матч 2:3 против «Манчестер Юнайтед». Сезон 2000/2001, Каррагер провёл на позиции левого защитника. В 2001 году Каррагер выиграл свои первые трофеи на взрослом уровне: Кубок Англии, Кубок УЕФА, Кубок Лиги (забив гол в серии пенальти, в финале против «Бирмингема»), Суперкубок Англии и Суперкубок Европы.
В январе 2002 года он попал в заголовки газет из-за того что бросил обратно на трибуны монету, которая ранее была брошена в него. В результате Каррагер получил красную карточку, но избежал санкций со стороны Футбольной Ассоциации (ФА) за ненадлежащее поведение после публичных извинений. Получил официальное предупреждение от полиции из-за инцидента. В период с 2002 по 2004 год Каррагер получил две серьёзные травмы. В первый раз он пропустил чемпионат мира 2002 года из-за операции на колене. Во второй раз из-за перелома ноги он пропустил первую половину сезона 2003/04. В течение этого периода место Каррагера в стартовом составе было под вопросом после подписания Стива Финнана и Йон-Арне Риисе. Тем не менее, ему удалось сохранить своё место в старте, сыграв 24 матча в первой половине сезона.

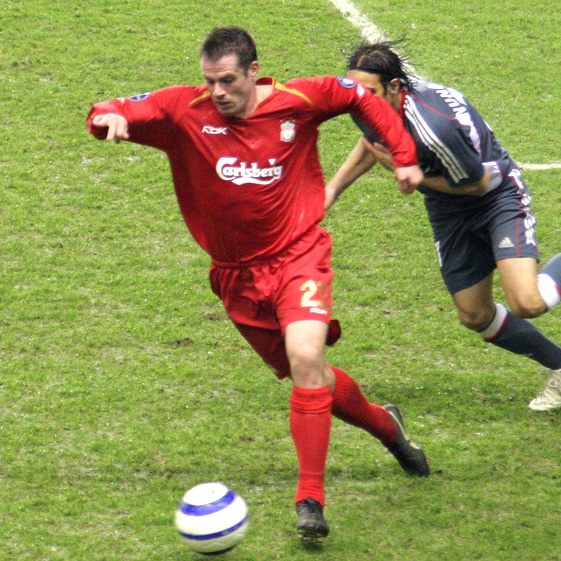
Каррагер в матче с «Бенфикой»

Сезон 2004/05 стал определяющем для дальнейшей карьеры Каррагера. Новый главный тренер Рафаэль Бенитес, перевёл его на позицию центрального защитника, где он в паре с Сами Хююпия отыграл 56 матчей за сезон. Заработав репутацию сильного и позиционно умного защитника, оставшись на данной позиции на всю оставшеюся карьеру. В том сезоне Каррагер стал одним из ключевых игроков «Ливерпуля», выигравшего Лигу чемпионов. В частности, он совершил несколько важных перехватов в дополнительное время финала, когда его сводила судорога. В итоге по окончании сезона он был признан игроком года «Ливерпуля», а в победном матче за Суперкубок УЕФА против московского ЦСКА вышел в качестве капитана. В мае 2006 года Каррагер сыграл свой 10 финал за «Красных» в решающей игре Кубка Англии против «Вест Хэма». Несмотря на то, что он забил гол в свои ворота уже на 21-й минуте, «Ливерпуль» выиграл трофей в серии пенальти 3:1, после того как основное и дополнительное время закончилось в ничью 3:3. Это была его вторая победа в Кубке Англии. Спустя два месяца он с командой победил в Суперкубке Англии.
9 декабря 2006 года Каррагер забил свой первый гол за «Ливерпуль» с января 1999 года. В игре против «Фулхэма», на «Энфилде». Его партнёр по обороне Даниэль Аггер подал угловой, в результате чего, Джейми точно пробил в дальний угол ворот Яна Лаштувки. Это был его четвёртый гол в карьере.
В ответом полуфинальном матче Лиги чемпионов против «Челси», Каррагер установил новый клубный рекорд, проведя 90-ю игру в еврокубках за клуб. Побив тем самым предыдущий, который принадлежал Иану Каллагену с 89 еврокубковыми матчами, выступавшему за клуб с 1964 по 1978 год. Также Джейми получил второй раз награду игрока года в «Ливерпуле» по мнению болельщиков в конце сезона. И сразу же продлил контракт с клубом до 2011 года. Помимо этого, он заявил о том что прекращает выступать за сборную Англии, так как не видит себя в стартовом составе «Трёх Львов», под руководством Стива Макларена.

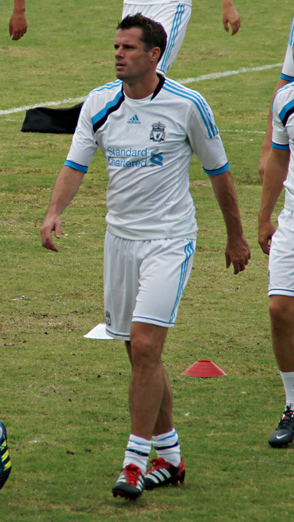
Каррагер на предсезонном сборе «Ливерпуля» в 2011.

В сезоне 2007/08 Каррагер провёл 500-й матч за «Ливерпуль», выйдя с капитанской повязкой. 18 мая 2009 года в матче против «Вест Бромвича», Джейми столкнулся со своими партнёром по защите Альваро Арбелоа. Их разняли Хаби Алонсо и Даниэль Аггер. Главный тренер «Красных» Рафа Бенитес отказался комментировать инцидент. Но сам Каррагер, объяснил подобное поведение, так: «Мы все хотим, чтобы ворота оставались сухими, и мы хотим, чтобы Пепе смог выиграть четвёртый раз подряд Золотую перчатку». В следующем сезоне многие ставили под сомнение, его участие в стартовом составе. Но после уверенной игры против «Манчестер Юнайтед» 29 октября 2009 года он заставил замолчать критиков. А уже спустя четыре дня он был удалён с поля в матче с «Фулхэмом», это была первая красная карточка для него за семь лет.
4 сентября 2010 года он провёл товарищеский матч между «Ливерпулем XI» и «Эвертоном XI», в составе «Красных». Где принимали участие игроки прошлого и настоящего, а все средства вырученные от матча пошли в благотворительный фонд «Carragher’s 23 Foundation». «Ливерпуль» выиграл со счётом 4:1, первый гол был забит с пенальти им же в собственные ворота.
24 октября 2010 года Каррагер забил 7-й автогол за команду. Это второй показатель в лиге, после Ричарда Данна с 10-ю автоголами. Через пару недель, Джейми провёл 450-й матч за команду в чемпионате. Та игра была проиграна 1:2 на «Уайт Харт Лейн», где он к тому же вывихнул плечо. Он перенёс операцию и был вне игры 3 месяца. вернувшись на поле, 6 февраля в игре с «Челси».
24 февраля 2011 года Каррагер провёл 137-ю еврокубковую игру в матче с пражской «Спартой» в Лиге Европы и установив британский рекорд. 17 апреля 2011 года в матче с «Арсеналом» на «Эмирейтс», столкнулся головой с Джоном Флэнаганом. В результате чего потерял сознание, а спустя 6 минут был унесён на носилках. Его сразу же заменил Сотириос Кирьякос. Матч с «Фулхэмом» в том же сезоне, где была одержана победа со счётом 5:2, стал 666-м для него. Так Джейми стал вторым по показателю количества матчей за клуб, после Иана Каллагана с 857 матчами. В феврале 2012 года выиграл третий Кубок Лиги в составе «Ливерпуля».
Первую игру сезона 2012/13 начал в стартовом составе с капитанской повязкой под руководством нового главного тренера Брендана Роджерса. Это был 700-й матч для Каррагера за «Ливерпуль». В ней была одержана победа со счётом 1:0 над белорусским «Гомелем» в рамках Лиги Европы.
7 февраля 2013 года Каррагер объявил о завершении карьеры по окончании сезона. 9 марта провёл 500-й матч за «Ливерпуль» в рамках Премьер-Лиги, где была одержана победа над «Тоттенхэмом» 3:2.

### Карьера в сборной
В 1996 году Каррагер провёл первый матч за сборную Англии до 20 лет. Изначально он играл как опорный полузащитник, позже он стал игроком основы и капитаном молодёжной сборной, уже возрастной категории до 21 года. За команду он провёл 27 матчей, установив тем сам рекорд по количеству игр за молодёжную команду Англии, лишь в 2007 году, также бывший вратарь «Красных» Скотт Карсон превзошёл это достижение.
28 апреля 1999 года Джейми дебютировал в первой команде сборной, выйдя на замену в игре с Венгрией. Дебют в основном составе состоялся в игре с командой Нидерландов на «Уайт Харт Лейн» в 2001. Также Каррагер принимал участие в игре, которая завершилась разгромной победой Англии над Германией 5:1 на «Олимпиаштадион», в том матче он вышел на замену. Он пропустил из-за травмы ЧМ 2002, но принимал участие на Евро 2004. Проиграв борьбу в стартовом составе Ледли Кингу. Также он вошёл в состав сборной Англии на ЧМ 2006, после того как получил травму Гари Невилл.
В сборной Каррагер использовался, как левый, правый и центральный защитник, также был заигран как опорный полузащитник. Несмотря на большое количество игр и регулярные вызовы в национальную команду Англии, он ни разу не смог закрепиться как игрок основы. Бывший главный тренер «Трёх Львов» Свен-Ёран Эрикссон, как правило предпочитал использовать в качестве основных центральных защитников пару Джон Терри, Рио Фердинанд и Сола Кэмпбалла в качестве замены им, но иногда использовал Каррагера как правого защитника, как это было на чемпионате мира в Германии, в связи с травмой Гари Невилла.
1 июля 2006 года Джейми был одним из трёх игроков кто не реализовал одиннадцатиметровый удар в ворота Рикарду Перейры, когда Англия очередной раз проиграла в 1/4 финала, в серии послематчевых пенальти Португалии. Тогда Каррагер вышел на замену Аарону Леннону в конце игры из-за удаления Уэйна Руни. В самой серии пенальти он забил один раз из двух попыток, так как судья заставил перебить пенальти из-за того что в первой попытке, Каррагер нанёс удар раньше свистка.
9 июля 2007 года было объявлено о том, что Джейми может завершить карьеру в сборной. После ведущий TalkSport Адриан Дюрхэм обвинил Каррагера в не желании играть за сборную, на что Каррагер ответил, что он не имеет место в стартовом составе и поэтому думает о завершении карьеры в сборной, но окончательное решение примет после предстоящей игры с Германией. В итоге он завершил карьеру в сборной, хотя позже не исключал возможности возвращения, если поступит предложение принять участие в крупном международном турнире и тренер последовательно будет его использовать в качестве центрального защитника.
11 мая 2010 года главный тренер «Трёх Львов» Фабио Капелло включил Каррагера в расширенный список из 30 игрок, для подготовки к ЧМ 2010. 24 мая Каррагер сыграл свой первый матч за сборную впервые за три года, в товарищеской встрече против Мексики, который Англия выиграла со счётом 3:1. Джейми сыграл на чемпионате мира, обе стартовые игры и в обоих получил жёлтые карточки, в результате чего был вынужден пропустить решающую игру на групповом этапе против Словении из-за дисквалификации. В матче 1/8 финала c Германией он уступил место в стартовом составе Мэттью Апсону. Впоследствии Каррагер окончательно завершил карьеру в сборной, заявив что его возвращение было разовым и вызвано травмами игроков основного состава сборной.

## Личная жизнь
Каррагер женат на своей возлюбленной детства Николе Харт и имеет двоих детей. Как и ряд других ведущих футболистов «Ливерпуля», в том числе Стив Макманаман, Робби Фаулер и Майкл Оуэн, он тоже в детстве был фанатом «Эвертона». 23 января 2006 года Каррагер был награждён городским округом Сефтон за его местную благотворительную деятельность и исключительный пример, который он даёт молодёжи сегодня. Иногда он посещает школы в рамках своей благотворительной деятельности. Подчёркивает важность и ценность семейной жизни. Каррагер является сторонником Лейбористской партии и поддерживал Энди Бернема на выборах руководства партии.
Сын Джеймс (род. 2002) - футболист, выступает за сборную Мальты.

## Достижения

### Командные достижения
«Ливерпуль»
- Обладатель Кубка Англии (2): 2000/01, 2005/06
- Обладатель Кубка Футбольной лиги (3): 2000/01, 2002/03, 2011/12
- Обладатель Суперкубка Англии (2): 2001, 2006
- Победитель Лиги чемпионов УЕФА: 2004/05
- Обладатель Кубка УЕФА: 2000/01
- Обладатель Суперкубка УЕФА (2): 2001, 2005

### Личные
- Игрок года в «Ливерпуле» (3): 1999, 2000, 2007
- Команда года по версии ПФА: 2006

## Статистика выступлений

### Клубная
| Клуб             | Сезон            | Лига   | Лига  | Кубок  | Кубок | Кубок лиги | Кубок лиги | Еврокубки | Еврокубки | Всего  | Всего |
| Клуб             | Сезон            | Матчей | Голов | Матчей | Голов | Матчей     | Голов      | Матчей    | Голов     | Матчей | Голов |
| ---------------- | ---------------- | ------ | ----- | ------ | ----- | ---------- | ---------- | --------- | --------- | ------ | ----- |
| Ливерпуль        |                  |        |       |        |       |            |            |           |           |        |       |
| 1996/97          | 2                | 1      | 0     | 0      | 1     | 0          | 0          | 0         | 3         | 1      |       |
| 1997/98          | 20               | 0      | 0     | 0      | 2     | 0          | 1          | 0         | 23        | 0      |       |
| 1998/99          | 34               | 1      | 2     | 0      | 2     | 0          | 6          | 0         | 44        | 1      |       |
| 1999/00          | 36               | 0      | 2     | 0      | 2     | 0          | —          | —         | 40        | 0      |       |
| 2000/01          | 34               | 0      | 6     | 0      | 6     | 0          | 12         | 0         | 58        | 0      |       |
| 2001/02          | 33               | 0      | 2     | 0      | 1     | 0          | 16         | 0         | 531       | 0      |       |
| 2002/03          | 35               | 0      | 3     | 0      | 5     | 0          | 11         | 0         | 54        | 0      |       |
| 2003/04          | 22               | 0      | 3     | 0      | 0     | 0          | 4          | 0         | 29        | 0      |       |
| 2004/05          | 38               | 0      | 0     | 0      | 3     | 0          | 15         | 0         | 56        | 0      |       |
| 2005/06          | 36               | 0      | 6     | 0      | 0     | 0          | 13         | 1         | 572       | 1      |       |
| 2006/07          | 35               | 1      | 1     | 0      | 1     | 0          | 13         | 0         | 513       | 1      |       |
| 2007/08          | 35               | 0      | 4     | 0      | 3     | 0          | 13         | 0         | 55        | 0      |       |
| 2008/09          | 38               | 0      | 3     | 0      | 1     | 0          | 12         | 0         | 54        | 0      |       |
| 2009/10          | 37               | 0      | 2     | 0      | 1     | 0          | 13         | 0         | 53        | 0      |       |
| 2010/11          | 28               | 0      | 0     | 0      | 0     | 0          | 10         | 0         | 38        | 0      |       |
| 2011/12          | 21               | 0      | 5     | 0      | 5     | 0          | —          | —         | 26        | 0      |       |
| 2012/13          | 23               | 0      | 2     | 0      | 1     | 0          | 11         | 0         | 37        | 0      |       |
| Всего за карьеру | Всего за карьеру | 508    | 3     | 40     | 0     | 35         | 0          | 150       | 1         | 737    | 4     |

- 1 — Принимал участие в Суперкубке Англии
- 2 — Принимал участие в двух играх на Клубном чемпионате мира
- 3 — Принимал участие в Суперкубке Англии

### В сборной
| Матчи и голы Каррагера за сборную Англии | Матчи и голы Каррагера за сборную Англии | Матчи и голы Каррагера за сборную Англии | Матчи и голы Каррагера за сборную Англии | Матчи и голы Каррагера за сборную Англии | Матчи и голы Каррагера за сборную Англии |
| №                                        | Дата                                     | Соперник                                 | Счёт                                     | Голы                                     | Соревнование                             |
| ---------------------------------------- | ---------------------------------------- | ---------------------------------------- | ---------------------------------------- | ---------------------------------------- | ---------------------------------------- |
| 1                                        | 28 апреля 1999                           | Венгрия                                  | 1:1                                      | -                                        | Товарищеский матч                        |
| 2                                        | 15 ноября 2000                           | Италия                                   | 0:1                                      | -                                        | Товарищеский матч                        |
| 3                                        | 25 мая 2001                              | Мексика                                  | 4:0                                      | -                                        | Товарищеский матч                        |
| 4                                        | 15 августа 2001                          | Нидерланды                               | 0:2                                      | -                                        | Товарищеский матч                        |
| 5                                        | 1 сентября 2001                          | Германия                                 | 5:1                                      | -                                        | Отборочный матч ЧМ 2002                  |
| 6                                        | 5 сентября 2001                          | Албания                                  | 2:0                                      | -                                        | Отборочный матч ЧМ 2002                  |
| 7                                        | 10 ноября 2001                           | Швеция                                   | 1:1                                      | -                                        | Товарищеский матч                        |
| 8                                        | 17 апреля 2002                           | Парагвай                                 | 4:0                                      | -                                        | Товарищеский матч                        |
| 9                                        | 3 июня 2003                              | Сербия и Черногория                      | 2:1                                      | -                                        | Товарищеский матч                        |
| 10                                       | 18 февраля 2004                          | Португалия                               | 1:1                                      | -                                        | Товарищеский матч                        |
| 11                                       | 31 марта 2004                            | Швеция                                   | 0:1                                      | -                                        | Товарищеский матч                        |
| 12                                       | 5 июня 2004                              | Исландия                                 | 6:1                                      | -                                        | Товарищеский турнир                      |
| 13                                       | 18 августа 2004                          | Украина                                  | 3:0                                      | -                                        | Товарищеский матч                        |
| 14                                       | 4 сентября 2004                          | Австрия                                  | 2:2                                      | -                                        | Отборочный матч ЧМ 2006                  |
| 15                                       | 8 сентября 2004                          | Польша                                   | 2:1                                      | -                                        | Отборочный матч ЧМ 2006                  |
| 16                                       | 17 ноября 2004                           | Испания                                  | 0:1                                      | -                                        | Товарищеский матч                        |
| 17                                       | 9 февраля 2005                           | Нидерланды                               | 0:0                                      | -                                        | Товарищеский матч                        |
| 18                                       | 17 августа 2005                          | Дания                                    | 1:4                                      | -                                        | Товарищеский матч                        |
| 19                                       | 3 сентября 2005                          | Уэльс                                    | 1:0                                      | -                                        | Отборочный матч ЧМ 2006                  |
| 20                                       | 7 сентября 2005                          | Северная Ирландия                        | 0:1                                      | -                                        | Отборочный матч ЧМ 2006                  |
| 21                                       | 8 октября 2005                           | Австрия                                  | 1:0                                      | -                                        | Отборочный матч ЧМ 2006                  |
| 22                                       | 12 октября 2005                          | Польша                                   | 2:1                                      | -                                        | Отборочный матч ЧМ 2006                  |
| 23                                       | 1 марта 2006                             | Уругвай                                  | 2:1                                      | -                                        | Товарищеский матч                        |
| 24                                       | 30 мая 2006                              | Венгрия                                  | 3:1                                      | -                                        | Товарищеский матч                        |
| 25                                       | 3 июня 2006                              | Ямайка                                   | 6:0                                      | -                                        | Товарищеский матч                        |
| 26                                       | 15 июня 2006                             | Тринидад и Тобаго                        | 2:0                                      | -                                        | ЧМ 2006. Групповая стадия                |
| 27                                       | 20 июня 2006                             | Швеция                                   | 2:2                                      | -                                        | ЧМ 2006. Групповая стадия                |
| 28                                       | 25 июня 2006                             | Эквадор                                  | 1:0                                      | -                                        | ЧМ 2006. 1/8 финала                      |
| 29                                       | 1 июля 2006                              | Португалия                               | 0:0 (1:3 пен.)                           | -                                        | ЧМ 2006. 1/4 финала                      |
| 30                                       | 16 августа 2006                          | Греция                                   | 4:0                                      | -                                        | Товарищеский матч                        |
| 31                                       | 11 октября 2006                          | Хорватия                                 | 0:2                                      | -                                        | Отборочный матч ЧЕ 2008                  |
| 32                                       | 7 февраля 2007                           | Испания                                  | 0:1                                      | -                                        | Товарищеский матч                        |
| 33                                       | 24 марта 2007                            | Израиль                                  | 0:0                                      | -                                        | Отборочный матч ЧЕ 2008                  |
| 34                                       | 1 июня 2007                              | Бразилия                                 | 1:1                                      | -                                        | Товарищеский матч                        |
| 35                                       | 24 мая 2010                              | Мексика                                  | 3:1                                      | -                                        | Товарищеский матч                        |
| 36                                       | 30 мая 2010                              | Япония                                   | 2:1                                      | -                                        | Товарищеский матч                        |
| 37                                       | 12 июня 2010                             | США                                      | 1:1                                      | -                                        | ЧМ 2010. Групповая стадия                |
| 38                                       | 18 июня 2010                             | Алжир                                    | 0:0                                      | -                                        | ЧМ 2010. Групповая стадия                |